# منتدى الجزيرة
منتدى الجزيرة أو Al Jazeera Forum هو منتدى تقيمه قناة الجزيرة في الدوحة ويشهد الآن دورته الثالثة. وقد اعتنى في هذه الدورة بالقنوات الغربية الناطقة بالعربية.
استضاف العديد من الصحفيين اللامعين مثل عبد الباري عطوان, رئيس تحرير صحيفة القدس العربي وأساتذة جامعيين مثل محمد المسفر أستاذ العلوم السياسية بجامعة قطر.

## وصلات خارجية
منتدى الأول - سبتمبر2008*